# Mission: Impossible (serial telewizyjny 1988)
Mission: Impossible – amerykański serial telewizyjny o przygodach agentów Impossible Mission Force emitowany w latach 1988–1990 przez telewizję ABC, kontynuacja serialu nadawanego w latach 1966–1973.
Twórcą liczącego 35 odcinków serialu, podobnie jak jego pierwowzoru, był Bruce Geller. W rolach głównych wystąpili: Peter Graves, Thaao Penghlis, Antony Hamilton i Phil Morris. Role epizodyczne zagrało wielu popularnych aktorów. Twórcą charakterystycznego motywu muzycznego był Lalo Schifrin.
Serial otrzymał dwie nominacje do nagród Emmy.
W 1996 ukazał się film kinowy z Tomem Cruise’em; dał on początek całej serii filmów na dużym ekranie.

## Obsada
W serialu wystąpili m.in.:
- Peter Graves jako Jim Phelps (wszystkie 35 odcinków)
- Thaao Penghlis jako Nicholas Black (35)
- Antony Hamilton jako Nicholas Black (35)
- Phil Morris jako Grant Collier (35)
- Bob Johnson jako głos na płycie winylowej (35)
- Jane Badler jako Shannon Reed (24)
- Terry Markwell jako Casey Randall (12)
- Greg Morris jako Barney Collier (3)
- Peter Curtin jako płk. Joseph Batz (2)
- David Bradshaw jako min. Ocha (2)
- Gerard Kennedy jako płk. Gregory Usher (2)
- Patrick Bishop jako książę Selimun (2)
- Adrian Wright jako kpt. Hamidou (2)
- Andrew Clarke jako kpt. O'Neill (2)
- Rod Mullinar jako Conrad Drago (2)
- John O’Brien jako mjr Chung (2)
- Shane Briant jako dr Yuri Nikolai (2)
- Ivar Kants jako ojciec Thomas Vallis (2)
- Adrian Brown jako Baal (2)
- Nadja Kostich jako Big Blonde (2)
- Bryon Williams jako marszałek US Army (2)
- Michael Long jako kapitan (2)
- Malcolm Cork jako operator radiostacji (2)
- Max Fairchild jako Burrows (2)
- Terry Woo jako stary kapłan (2)